# オミド・アリシャー
オミド・アリシャー（英語: Omid Alishah, 1992年1月10日-）は、イラン・サーリー出身のサッカー選手。ペルセポリス所属。ポジションはAM。

## 代表歴

### U-17
オミド・アリシャーは、2009 FIFA U-17ワールドカップでイラン U-17代表として出場した4試合のうち3試合に出場した。

## 所属クラブ
- 2009-2010  ナサージー（英語版）
- 2010-2011  ナフト・テヘラン
- 2011-2013  ラーフ・アーハン
- 2013- ペルセポリス
- 2017-2018 →  トラクター（loan）

## タイトル

### クラブ

#### ペルセポリス
- イラン・プロリーグ

 優勝 (5) : 2016-17, 2018-19, 2019-20, 2020-21, 2022-23
 準優勝 (3) : 2012-13, 2015-16, 2021-22
- ハズフィ・カップ

 優勝 (2) : 2018-19, 2022-23
- イラン・スーパーカップ

 優勝 (4) : 2018, 2019, 2020, 2023
 準優勝 (1) : 2021
- AFCチャンピオンズリーグ

 準優勝 (2) : 2018, 2020